# 34253 Nitya
34253 Nitya è un asteroide della fascia principale. Scoperto nel 2000, presenta un'orbita caratterizzata da un semiasse maggiore pari a 2,7633055 au e da un'eccentricità di 0,1115510, inclinata di 3,26079° rispetto all'eclittica.